# José Antonio Abellán
José Antonio Abellán Hernández (Madrid, 22 de abril de 1960) es un periodista y realizador de directos español que desarrolla principalmente su actividad profesional en la radio. Desde enero de 2019, dirige y presenta el programa La jungla en La Jungla Radio. 
Anteriormente, entre julio de 2011 y enero de 2013 fue director de deportes de la cadena ABC Punto Radio, trabajo en el que cesó tras la fusión de esa empresa con la Cadena COPE.

## Biografía

### Infancia y juventud
Aunque nacido en Madrid, se considera de El Tiemblo, un municipio de la provincia de Ávila, donde pasó buena parte de su vida y de donde proviene su familia.
Durante su adolescencia llegó a jugar al fútbol en las categorías de infantiles y cadetes del Atlético de Madrid.[cita requerida]
Su afición por la radio comenzó a los 13 o 14 años, edad a la que empezó a frecuentar las emisoras intentando introducirse en el negocio.[cita requerida]

### Comienzos periodísticos
En 1978 empezó a trabajar en la Cadena SER gracias a un concurso que organizó Radio Madrid FM que se trataba de comentar la banda sonora de la película Norteamericana FM estrenada en la época (nunca se estrenó en España) cuyo premio era un contrato en la emisora de Disc-Jockey el cual ganó y empezó colaborando en el programa Los 40 Principales de Madrid y presentando también un programa infantil llamado Superbaby.
También presentó el programa televisivo Tocata entre 1984 y 1987, donde se dieron a conocer muchos grupos, luego consagrados, de la música española.

### El pinchadiscos
Tras abandonar la SER en 1991, colaboró con la ONCE durante tres meses para montar la cadena Onda Cero y desde septiembre a enero de 1993 dirigió y presentó El Show de la Jungla en Onda Cero Música (actual Kiss FM). Paralelamente, en 1996, condujo el noticiario humorístico Vuelta y vuelta para la cadena de televisión Telecinco.
De ahí pasó a Cadena 100, donde triunfó con el programa despertador La Jungla, número uno en audiencia durante muchos años, y que desapareció de la emisora en 2005.

### Megamixer
El periodista tuvo una etapa muy escueta haciendo megamixes, concretamente el Mix 40 Principales, para la discográfica Max Music. Hay 2 versiones, la que se vendía (la suya) y la que se promocionaba en radio que era una hecha por Toni Peret y José María Castells.

### Director deportivo de la Cope
Desde 2000 dirigió la redacción de deportes de la Cadena COPE y presentó cada noche el programa de deportes El tirachinas, que incluía, hasta el 1 de septiembre de 2009, el espacio El radiador, donde revisaba toda la actualidad deportiva de forma humorística en compañía de los imitadores del Grupo Risa. A su vez dirigió un programa musical en Rock & Gol por las mañanas de lunes a viernes, El Show de Abellán, y fue galardonado en 2004 con el Micrófono de Oro en la categoría de radio.

#### La polémica del EGM
En 2006, una infiltración de periodistas en el Estudio General de Medios organizada por él desató una fuerte polémica mediática y jurídica. La infiltración consistió en que reporteros bajo sus órdenes fueron contratados, ocultando su condición investigadora, como miembros del equipo de encuestadores para la elaboración de dicho estudio. Según Abellán, se trataba de una investigación para poner al descubierto la vulnerabilidad y poca fiabilidad del proceso de recogida y tratamiento de datos que sirve para establecer los índices de audiencia de los medios, de importancia capital porque determinan sus ingresos publicitarios. Por su parte, la AIMC afirmó que lo que habían hecho los periodistas de la COPE había sido inflar los datos relativos a dicha cadena, competidora de la SER, durante varios meses. En aplicación de su versión de los hechos, y no atendiendo a la versión que a posteriori dio Abellán y respaldó su emisora, la AIMC expulsó a la COPE de la organización y la apartó del EGM. Tras varias semanas en que esta decisión quedó en suspenso por orden judicial, a principios de julio la COPE y la AIMC llegaron a un acuerdo mediante el cual, tras aceptar la cadena de radio pagar los costes del proceso, ésta podía volver a la organización y al informe de audiencias.

#### Tiempo de Juegoy otros proyectos
Desde septiembre de 2006 se hizo cargo del programa Tiempo de Juego tras la marcha de Edu García a Radio Marca.
En septiembre de 2007 retornó el formato de La Jungla a Rock & Gol (ahora Rock FM), con nuevos colaboradores, nuevo horario (de 8:00 a 12:00) y nuevo nombre, El Show de Abellán.
En julio y agosto de 2008 recorrió los Estados Unidos de costa a costa en moto para contar en primera persona cómo es la América profunda, en el contexto de un proyecto que llamó Deep USA.

#### Primeros rumores de abandono
Entre mayo y diciembre de 2009 estuvo a punto de abandonar la COPE, incómodo por los rumores que apuntaban a que la emisora, insatisfecha con sus resultados de audiencia, pretendía fichar al grueso del equipo de deportes de la Cadena SER. Finalmente, renovó por una temporada más, la 2009-2010. 
En mayo de 2010 inauguró en Alcantarilla, junto con diversas autoridades, el Pabellón Polideportivo Municipal que lleva su nombre.

#### Renovación y despido
El 8 de junio de 2010, la Cadena COPE anunció la renovación del contrato de Abellán. Sin embargo, la marcha de Paco González de la Cadena SER llevó a la dirección de la COPE a hacerse definitivamente con sus servicios el 13 de junio, prescindiendo de los de Abellán. El 30 de julio un comunicado de la emisora anunció la destitución de Abellán de su cargo de director deportivo y el cierre de las emisiones de El tirachinas durante tiempo indeterminado.
El 17 de febrero de 2017, en La Voz de César Vidal, relata cómo fue su cese en la COPE, así como las consecuencias que le han acarreado desde entonces.

### Punto Radio
Entre julio de 2011 y enero de 2013 fue el director de deportes de la cadena ABC Punto Radio.

### Radio4G
Entre la primavera de 2014 y enero de 2019 presentó de lunes a viernes de 6:00 a 11:00 La Jungla 4.0, con Rosa García Caro, Felipe de Luis, Álex Fidalgo, Javi Pérez Sala y Electric Nana entre otros colaboradores.

### La Jungla Radio
Desde el 22 de enero de 2019 dirige y presenta Bienvenido a la jungla de 6:00 a 11:00, que se emite en el portal "La Jungla Radio" y en muchas emisoras locales de España.
Actualmente se emite entre otras emisoras:
La jungla radio, emisora exclusivamente en Internet, de lunes a viernes de 6:00 a 11:00 con José Antonio Abellán. Director de esta emisora José Antonio Abellán.
Conecta de lunes a viernes de 6:00 a 11:00 con José Antonio Abellán.
Sol FM 95.8 FM para Elche y Bajo Vinalopó. Conecta de lunes a viernes de 6:00 a 11:00 con José Antonio Abellán.
- Frecuencias La jungla radio:
  - Madrid 91.5 FM
  - Zaragoza 100.9 FM
  - Málaga 105.1 FM
  - Murcia 96.6 FM
  - Cartagena 93.1 FM
  - Jerez de la Frontera 93.8 FM
  - Almería 98.4 FM
  - Santander 90.6 FM
  - Lorca 107.7 FM
  - Ponferrada 93.8 FM
  - Torrelavega 100.7 FM
  - Écija 96.9 FM
  - Cehegín 98.1 FM
  - Peñafiel 97.8 FM
  - Selaya 107.0 FM
  - La jungla radio Yecla 107.0 FM para Yecla y Altiplano murciano.
  - La Jungla radio Valencia en el dial 103.9 FM en su horario habitual de 6:00 a 11:00
    - Todas estas emisoras conectan de lunes a viernes de 6:00 a 11:00 con José Antonio Abellán.

## Polémica investigación
Desde su polémica salida de la cadena COPE, el periodista se ha visto envuelto en una investigación periodística acerca de la presunta corrupción de algunos directivos de dicha emisora, que, supuestamente, y siempre bajo declaraciones del propio José Antonio, se habrían lucrado personalmente con fondos destinados a beneficencia, obtenidos mediante la celebración de conciertos benéficos (legales) para diversas causas. 
El resultado de dicha investigación está publicado en los canales de Twitch y YouTube del periodista, y toda la documentación obtenida en el transcurso de la investigación, que  probaría dicho desfalco y enriquecimiento ilícito está a disposición de las autoridades pertinentes.
Según declaraciones del propio Abellán, esta investigación le ha causado tremendos problemas, entre ellos, el ostracismo profesional, llegando incluso (siempre bajo su propia declaración) a intentar su eliminación física en dos ocasiones, ambas fallidas.